# Cœur de tzigane

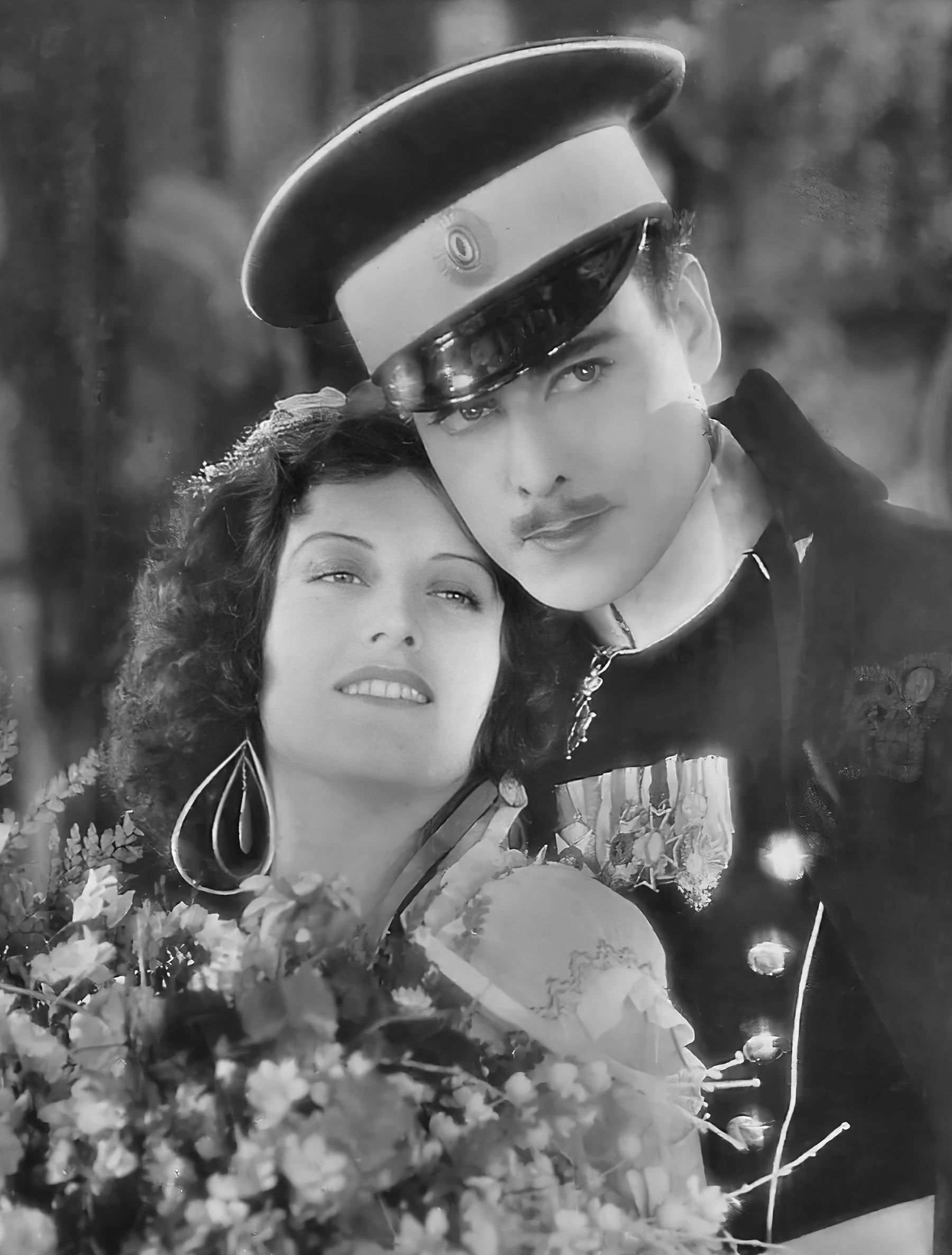
Acteurs principaux du film

Cœur de tzigane (Dream of Love) est un film américain de Fred Niblo sorti en 1928.

## Synopsis
Adrienne, jeune Bohémienne, monte sur les planches au cours d'une fête foraine. Elle tombe amoureuse du prince Maurice, mais ils doivent se séparer car il est appelé auprès d'une duchesse très influente. Quelques années plus tard, Adrienne devient une actrice de théâtre célèbre et elle retrouve le prince. De manière providentielle, elle joue dans une pièce qui rappelle sa première histoire avec Maurice de Saxe. Celui-ci lutte pour retrouver son trône qui a été usurpé par un dictateur. Avec l'aide d'Adrienne, il va le tuer.

## Fiche technique
- Titre : Cœur de tzigane
- Titre original : Dream of Love
- Réalisation : Fred Niblo, assisté de Harold S. Bucquet
- Scénario : Dorothy Farnum, d'après la pièce Adrienne Lecouvreur d’Ernest Legouvé et Eugène Scribe
- Société de production : MGM
- Image : William H. Daniels et Oliver T. Marsh
- Montage : James C. McKay
- Direction artistique : Cedric Gibbons
- Costumes : Adrian
- Pays : États-Unis
- Durée : 65 min
- Format : Noir et blanc - film muet
- Date de la sortie américaine : 1er décembre 1928 (USA)

## Distribution
- Nils Asther : Maurice de Saxe
- Joan Crawford : Adrienne Lecouvreur
- Aileen Pringle : La duchesse
- Warner Oland : Le duc
- Carmel Myers : La comtesse
- Harry Reinhardt : Le comte
- Harry Myers : Le baron
- Alphonse Martell : Michonet
- Fletcher Norton : Ivan